# Croix de cimetière de Brouvelieures
La croix de cimetière de Brouvelieures est une croix monumentale située à Brouvelieures, dans le département des Vosges, en France.

## Localisation
La croix est située dans le cimetière du village.

## Histoire
La croix date du XVIIIe siècle.
Elle a été inscrite monument historique par arrêté du 13 mai 1937.

## Description
La croix est réalisée dans le style Louis XV et fabriquée en fer forgé.